# Antiquis opaque
Antiquis opaque (лат.) — ископаемый вид жесткокрылых насекомых из семейства Mesophyletidae (Curculionoidea). Обнаружены в меловом французском янтаре Европы (Франция, Font-de-Benon Quarry).

## Описание
Длина тела 1,59 мм (без рострума), ширина 1,00 мм (соотношение длины и ширины равно 1,59). Тело овальное, короткое, выпуклое. Усики 11-члениковые, булава состоит из 4 сегментов. Вид был впервые описан в 2014 году американскими палеоэнтомологами Стивеном Дэвисом (Steven R. Davis), Майклом Энджелом (Michael S.Engel; Division of Entomology, Natural History Museum, and Department of Ecology & Evolutionary Biology, Канзасский университет, Лоуренс, США) и испанскими энтомологами Пэрисом Дэвидом (Peris David) и Ксавье Делклёсом (Xavier Delclòs; Departament d’Estratigraﬁa, Paleontologia i Geociències Marines and Institut de Recerca de la Biodiversitat (IRBio), Facultat de Geologia, Universitat de Barcelona, Барселона, Испания) вместе с видами Albicar contriti и Arra legalovi. Antiquis первоначально сближали с некоторыми родами, близкими к жукам-долгоносикам, такими как Aragomacer, Cratomacer Zherikhin et Gratshev, 2004 (Cratomacer ephippiger, Cratomacer immersus, Nemonychidae). Название рода Antiquis происходит от латинского слова Antiquis (древний). С 2018 год включён в состав семейства Mesophyletidae.